# St. Paul (Indiana)
St. Paul – miasto w Stanach Zjednoczonych, w stanie Indiana, w hrabstwie Shelby.